# Capalonga
Capalonga ist eine philippinische Stadtgemeinde in der Provinz Camarines Norte, in der Verwaltungsregion V, Bicol. Sie hat 32.215 Einwohner (Zensus 1. August 2015), die in 22 Barangays lebten. Sie wird als Gemeinde der dritten Einkommensklasse auf den Philippinen eingestuft. Das Gemeindezentrum liegt ca. 54 km westlich der Provinzhauptstadt Daet und ist über den Maharlika Highway von dort aus erreichbar. Ihre Nachbargemeinden sind Santa Elena im Südwesten, Labo im Südosten und Jose Panganiban im Osten. Im Nordwesten grenzt die Gemeinde an die Bucht von Lamon und im Norden an die Philippinensee.

## Baranggays
| - Alayao - Binawangan - Calabaca - Camagsaan - Catabaguangan - Catioan - Del Pilar - Itok - Lucbanan - Mabini - Mactang | - Mataque - Old Camp - Poblacion - Magsaysay - San Antonio - San Isidro - San Roque - Tanauan - Ubang - Villa Aurora - Villa Belen |